# Tomáš Dvořák
Tomáš Dvořák ([ˈtɔmaːʃ ˈdvɔr̝aːk], * 11. Mai 1972 in Gottwaldov) ist ein ehemaliger tschechischer Zehnkämpfer. Er ist dreifacher Weltmeister.

## Leben
Dvořák begann mit dem Zehnkampf 1990, als er zum tschechischen Militär eingezogen wurde. Sein Durchbruch war der Gewinn der Bronzemedaille bei den Olympischen Spielen 1996 in Atlanta hinter dem Deutschen Frank Busemann. 1997 in Athen, 1999 in Sevilla und 2001 in Edmonton wurde er dann dreimal hintereinander Weltmeister im Zehnkampf. Dazwischen lag eine Enttäuschung bei den Olympischen Spielen 2000 in Sydney, wo er nur Sechster wurde. 
Nach zahlreichen Verletzungen kam er zu den Weltmeisterschaften 2003 in Paris/Saint-Denis noch einmal zurück, gewann als Vierter allerdings keine Medaille. Bei den Olympischen Spielen 2004 in Athen versuchte er noch einmal das ersehnte olympische Gold zu gewinnen, schied jedoch am ersten Tag nach dem 100-Meter-Lauf verletzt aus.
Am 3. und 4. Juli 1999 verbesserte Tomáš Dvořák beim Mehrkampf-Europacup in Prag den Weltrekord des US-Amerikaners Dan O’Brien um über 100 Punkte auf 8994 Punkte. Da er nur auf die Zeit fixiert war, die er benötigte, um den Weltrekord zu brechen, jubelte er schon auf den letzten Metern. Dadurch verpasste er die Chance, als erster Zehnkämpfer nach der seit 1985 gültigen Punktetabelle die Grenze von 9000 Punkten zu übertreffen. Dies gelang dann zwei Jahre später seinem Landsmann Roman Šebrle.
Tomáš Dvořák ist von Beruf Sportlehrer, verheiratet und Vater von drei Töchtern. Der tschechische Fußballer Pavel Nedvěd trainierte jahrelang mit ihm und seinen Methoden und schaffte damit den internationalen Durchbruch.

## Auszeichnungen
- Europas Sportler des Jahres 1999
- Europas Leichtathlet des Jahres 1999